# Silosokombajn
Uzasadnienie:  Artykuł opisuje typ tej samej maszyny

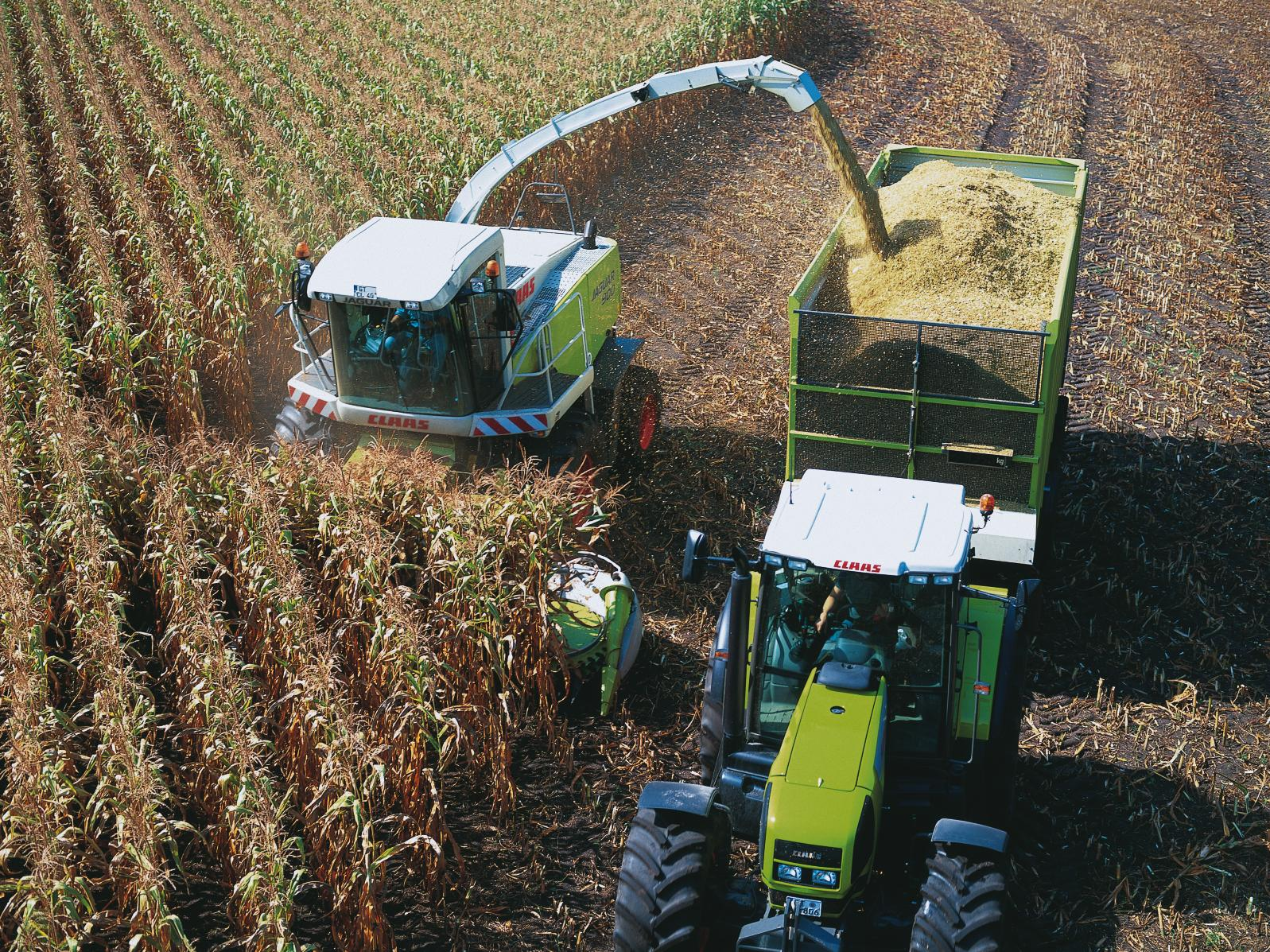
Silosokombajn w czasie pracy na polu kukurydzy

Silosokombajn (jedna z nazw potocznych: sieczkarnia polowa) – maszyna rolnicza, służąca do ścinania i rozdrabniania roślin. Silosokombajny dzielą się na podczepiane i samobieżne. Ta druga odmiana jest określana jako tzw. sieczkarnia samojezdna.

## Budowa
Zasadnicze części to:
1. zespół ścinający,
2. zespół rozdrabniający,
3. wyrzutnik (rzadziej podajnik) masy rozdrobnionej.

W przypadku silosokombajnów podczepianych występuje zespół zaczepów i przekaźnik napędu (nośnikiem i źródłem napędu jest ciągnik rolniczy).
Silosokombajny samobieżne mają własny układ napędowy i jezdny. Zwykle też kabinę dla obsługującego.
Zasadniczo silosokombajny nie posiadają wbudowanego zbiornika na masę rozdrobnioną.

## Zasada i cel działania
Rośliny zostają ścięte, wciągnięte do wnętrza maszyny gdzie następuje natychmiastowe ich rozdrabnianie – jeszcze na polu (stąd nazwa potoczna). Rozdrobniona masa wyrzucana jest na przyczepę (zwykle o znacznej pojemności) ciągniętą przez silosokombajn samobieżny, ciągnik rolniczy, na którym podwieszono silosokombajn podczepiany, albo przez osobny ciągnik rolniczy.

## Zastosowanie
W Polsce tą metodą jest zbierana głównie wierzba energetyczna oraz kukurydza, i rośliny motylkowe na kiszonkę. Po ścięciu masa roślinna trafia do silosu – stąd nazwa kombajnu.
W USA silosokombajnów używa się między innymi do zbioru trzciny cukrowej.